# Хід королевою
«Хід королевою» або «Хід конем» (англ. Knight Moves) — трилер 1992 року.

## Сюжет
Під час великого турніру з шахів на невеликому острові хтось починає вбивати молодих жінок. Підозра поліції падає на лідера турніру Пітера Сандерсона і за ним починають стежити. Тим часом вбивця починає надсилати гросмейстеру повідомлення, в яких грає з ним партію в шахи, де кожна втрачена фігура це нове вбивство.

## У ролях
| Актор              | Роль                 |
| ------------------ | -------------------- |
| Крістофер Ламберт  | Пітер Сандерсон      |
| Даян Лейн          | Кеті Шеппард         |
| Том Скеррітт       | капітан Френк Седман |
| Деніел Болдвін     | детектив Енді Вагнер |
| Коді Лукас Вілбі   | Девід, 9 років       |
| Джошуа Мюррей      | Пітер, 14 років      |
| Френк Ч. Тернер    | доктор               |
| Дон Томпсон        | батько               |
| Меган Лейтч        | мати                 |
| Алекс Дьякун       | гросмейстер Лутц     |
| Ферді Мейн         | Джеремі Едмондс      |
| Кетрін Ізабель     | Еріка Сандерсон      |
| Марк Вілсон        | диктор               |
| Келі О'Бірн        | Дебі Ратледж         |
| Блу Манкума        | Стів Нолан           |
| Моніка Марко       | міс Грінуелл         |
| Волтер Марш        | президент шахів      |
| Чарльз Бейлі-Гейтс | Девід Віллерман      |
| Артур Браусс       | Віктор Юрілівіч      |
| Сьюзі Карбі        | портьє               |
| Сем Малкін         | доктор Фултон        |
| Елізабет Болдвін   | Крісті Істман        |

## Саундтрек
| Список треків | Список треків                            | Список треків |
| #             | Назва                                    | Тривалість    |
| ------------- | ---------------------------------------- | ------------- |
| 1.            | «I Put a Spell On You - Carol Kenyon»    | 3:26          |
| 2.            | «1972 Washington State Chess Tournament» | 7:11          |
| 3.            | «Looking for Connections»                | 1:54          |
| 4.            | «I Used a Variation»                     | 1:39          |
| 5.            | «The Shadow of the Castle»               | 2:20          |
| 6.            | «If You Met Him Could You Tell?»         | 0:59          |
| 7.            | «The Game Continues»                     | 1:49          |
| 8.            | «They Found the Third Girl»              | 2:29          |
| 9.            | «The Prince of Darkness»                 | 1:49          |
| 10.           | «The Tarakoss Opening»                   | 2:13          |
| 11.           | «You're Starting to Make Mistakes»       | 0:52          |
| 12.           | «You Like to Play Games Don't You»       | 0:53          |
| 13.           | «He'll Kill Again»                       | 3:54          |
| 14.           | «You Have No Idea What I Am»             | 2:16          |
| 15.           | «Remember. Eventually Revenge»           | 0:58          |
| 16.           | «The Game's Over»                        | 3:52          |
| 17.           | «Fool That I Am - Carol Kenyon»          | 3:52          |
| 42:25         |                                          |               |